# Асса
 Тази статия е за руския филм.  За българския художник вижте Греди Асса.  
„Асса“ (на руски: „Асса“) е руски съветски криминален филм от 1987 година на режисьора Сергей Соловьов по сценарий, написан от него в съавторство със Сергей Ливнев.
Автор на музиката е Борис Гребеншчиков, тя се изпълнява от рок групи като „Аквариум“ и „Кино“.
Филмът придобива широка популярност заради музикалния фон и участието на представители на съветската рок музика. Главните роли се изпълняват от Сергей Бугаев (участвал в музикалните групи „Аквариум“, „Кино“ и „Звуки Му“), Татяна Друбич, Станислав Говорухин.
Действието се развива в Ялта в началото на 1980-те години, като в центъра на сюжета е опитът на престъпна група да открадне ценна цигулка.